# حسن بن يوسف نصيف
الدكتور حسن بن يوسف نصيف (1922م - 27 يوليو 2007م) أديب سعودي، ووزير الصحة السعودي السابق.

## حياته العلمية والعملية وإنجازته
- ولد في حارة المظلوم في جدة.
- درس في مدرسة الفلاح والتحق بمدارس تحضير البعثات بمكة، عمل مدرساً في مدرسة الفلاح.
- تخرج من كلية الطب جامعة القاهرة.
- اختاره الأمير عبد الله الفيصل بن عبد العزيز آل سعود وزير الصحة ذلك الوقت ليكون مدير الصحة بمكة المكرمة.
- استقال الدكتور رشاد فرعون وزير ذلك الوقت ثم عين الدكتور حسن نصيف وزيراً للصحة لمدة 15شهراً (من  شهر رجب 1380هـ إلى شهر شوال 1383هـ).[1]
- وكان من إنجازته إقناع الشيخ محمد بن إبراهيم آل الشيخ مفتي المملكة بافتتاح مدرسة للتمريض في الرياض وجدة.
- وهو من رواد الشعر الفكاهي في السعودية.

## مؤلفاته
له عدة مؤلفات أدبية: 
1. مذكرات طالب (1399هـ).
2. طبيب العائلة (1400هـ).
3. تسالي  (ديوان شعر شعبي، 1402هـ).
4. بسمات (شعر 1404هـ) .[2]

## وفاته
توفي يوم السبت 27 يوليو 2007م/ 13 رجب 1428هـ.